# ジョン・クローフォード・ブラウン
ジョン・クローフォード・ブラウン（John Crawford Brown、1805年 – 1867年5月8日）は、スコットランドの風景画家。

## 生涯
グラスゴーに生まれたブラウンは、オランダやスペインを旅した後に、ロンドンに居を構えた。その後、生まれ故郷のグラスゴーに戻り、最終的にはエディンバラに定住して、ヴィンセント通10番地 (10 Vincent Street) で没した。
ブラウンは王立スコットランド・アカデミーの会員 (associate) であった。ブラウンの作品『The Last of the Clan』は、1851年にスコットランド王立美術協会 (the Royal Association of Fine Arts, Scotland) の求めにより、W・リチャードソン (W. Richardson) によって版画が制作された。1833年、ブラウンは王立美術院において作品番号278『A Scene on the Ravensbourne, Kent』を公開したが、当時の住まいは、チェルシーのロバート通10番地 (10 Robert Street) であった。同じ年には、さらに2作品をブリティッシュ・ インスティテューションと、サフォーク・ストリート・イグジビション（Suffolk Street Exhibition：英国王立美術家協会の前身）で発表した。